# Rhagodes semiflavus
Espèce
Synonymes
- Rhax semiflava Pocock, 1889

Rhagodes semiflavus est une espèce de solifuges de la famille des Rhagodidae.

## Distribution
Cette espèce est endémique du Pakistan. Elle se rencontre vers Kohat.

## Description
L'holotype mesure 42,5 mm.

## Publication originale
- Pocock, 1889 : A new species of Rhax. Annals and Magazine of Natural History, sér. 6, vol. 4, p. 473–474 (texte intégral).